# Sarah Hirini
Sarah Hirini MNZM (* 9. Dezember 1992 in Feilding, Neuseeland, geborene Sarah Goss) ist eine neuseeländische Rugbyspielerin, die sowohl dem Aufgebot der neuseeländischen Rugby-Union-Nationalmannschaft als auch der Siebener-Rugby-Nationalmannschaft angehört. 2017 erhielt sie den ANOC-Award.

## Karriere
Hirini erlernte Rugby in ihrer Geburtsstadt an der Feilding High School. Ab dem Jahre 2009 lief sie für Manawatu auf. Nachdem Hirini 2016 für Bay of Plenty gespielt hatte, kehrte sie zu Manawatu zurück. Im Jahr 2023 stand sie beim japanischen Verein Mie Pearls unter Vertrag.
Hirini gab im Jahre 2012 ihr Debüt für die Black Ferns Sevens, mit denen sie 2013 die Siebener-Rugby-Weltmeisterschaft sowie die Silbermedaille bei den Olympischen Spielen 2016 gewann. Im Jahre 2016 bestritt sie ihr erstes Länderspiel für die Black Ferns. Mit den Black Ferns gewann Hirini die Rugby-Union-Weltmeisterschaft der Frauen 2017. Bei den Commonwealth Games 2018 sowie bei der Siebener-Rugby-Weltmeisterschaft 2018 gewann sie jeweils die Goldmedaille im Siebener-Rugby.
Hirini wurde im Juni 2019 mit dem New Zealand Order of Merit ausgezeichnet. Im selben Jahr bestritt sie als erste Frau ihr 200. Spiel in der World Seven Series.
Sarah Hirini trug gemeinsam mit dem Boxer David Nyika die neuseeländische Fahne bei der Eröffnungsfeier der Olympischen Sommerspiele 2020. Beim anschließend folgenden olympischen Turnier gewann sie die Goldmedaille. Bei den Commonwealth Games 2022 belegte sie mit den Black Ferns Sevens den dritten Platz.
Hirini riss sich im Dezember 2023 bei einem Turnier in Doha das vordere Kreuzband im rechten Knie. Zu den Olympischen Spielen in Paris war sie wieder genesen und verteidigte mit den Black Ferns Sevens den Titel.